# 香港電影後期專業人員協會
香港電影後期專業人員協會（英語：Association of Motion Picture Post Production Professionals，簡稱：AMP4），是香港電影業界組織，成立於2008年。該會是香港電影工作者總會轄下屬會成員、香港電影金像獎董事局成員，後期製作從業員的代表之一。

## 行業範疇
視覺特效、音效製作、數字後期製作、數字電影

## 舉辦活動
- 2009年開始參加香港影視娛樂博覽[3]，並於博覽中舉辦多屆數字電影效果高峰論壇[4]。
- 2009-2016年舉辦多屆特技高峰論壇。[5]
- 2009–2010年舉辦「後期製作特區」。[5]
- 2010年與香港電影發展局合辦「香港3D電影New Action」活動，推動本地3D電影的發展[6]。2014年雙方合辦「香港電影New Action ─引爆4K」活動，推廣4K技術[7]。
- 2017年舉辦「未來電影‧院」工作坊。[5]
- 2024年舉辦「生成式AI创意版权法规论坛」，探討生成式人工智能技術對知識產權的影響。[8]

## 歷屆執委人員

### 第七屆
| 永遠榮譽會長 | 馮子昌 周國忠 陳樹幟                    |
| 會長         | 麥振鴻                                  |
| 副會長       | 丁羽 馬文現 靳夢麗 江星如 陳錫群 林頌輝 |
| 司庫         | 陳樹幟                                  |
| 秘書         | 江星如                                  |
| 邀請執委     | 林樹強 梁德民 胡志強 朱漢威 何璐        |

### 第六屆
| 永遠榮譽會長 | 馮子昌 周國忠                             |
| 會長         | 陳樹幟                                    |
| 副會長       | 丁羽 馬文現 麥振鴻 蔣麗英 靳夢麗 江星如   |
| 邀請執委     | 張耀豪 胡志強 林頌輝 林振華 梁德民 林樹強 |

### 第五屆
| 永遠榮譽會長                 | 馮子昌 周國忠 |
| 會長                         | 陳樹幟 張嘉力 |
| 副會長/司庫/數字後期行業經理 | 靳夢麗        |
| 副會長/聲效製作行業經理      | 麥振鴻        |
| 副會長/視覺特效行業經理      | 馬文現        |
| 副會長/數字電影行業經理      | 鄭家威        |
| 副會長/會員福利經理          | 丁羽          |
| 副會長                       | 蔣麗英        |
| 會員事務組                   | 馮子昌 周國忠 |

### 第四屆
| 永遠榮譽會長     | 馮子昌               |
| 會長             | 周國忠               |
| 副會長           | 張嘉力               |
| 秘書             | 張嘉力（兼任）       |
| 聲效製作行業經理 | 蔣麗英               |
| 視覺特效行業經理 | 馬文現               |
| 數字電影行業經理 | 鄭家威               |
| 數字後期行業經理 | 羅麗萍               |
| 會員事務小組     | 蔣麗英 馬文現 羅麗萍 |

### 第三屆
| 永遠榮譽會長 | 馮子昌               |
| 會長         | 周國忠               |
| 副會長       | 蔡展權 陳樹熾 靳夢麗 |
| 司庫         | 蔣麗英               |
| 秘書         | 張嘉力               |
| 聲效製作經理 | 蔣麗英               |
| 視覺特效經理 | 馬文現               |
| 數字後期經理 | 馮子昌               |
| 數字電影經理 | 鄭家威               |
| 會員事務經理 | 黃潔珍 張玉梅 馮子昌 |